# Кутырев, Евгений Иванович
Евге́ний Ива́нович Кутырев (11 января 1918, Новая Бухара, СССР — 23 июля 1990) — советский архитектор, проектировщик. Заслуженный архитектор РСФСР (1975), дважды лауреат Государственной премии СССР (1973, 1978).

## Биография
Родился 11 января 1918 года в городе Новая Бухара.
В 1941 году призван в РККА, до 1942 года был слушателем академии имени Куйбышева, окончил академические курсы комсоства (1942—1943). С 1943 года на фронте, воевал на Калининском (1943—1944) и Ленинградском фронтах (1944—1945).
В 1949 году окончил Московский архитектурный институт (МАРХИ) (тема диплома — «Дом Советов в Кемерове»). Работал в проектной группе ХОЗУ Совета Министров СССР (1949—1956). Окончил аспирантуру МАРХИ на кафедре общественных сооружений (1953—1956). Был принят на работу в Гипрогор руководителем мастерской, где проработал до 1966 года. В дальнейшем трудился главным архитектором — руководителем проектного отделения ЦНИИП градостроительства (1966—1989).
С 1966 по 1975 год преподавал на кафедре скульптуры в Московском художественном институте имени Сурикова.
Член Союза архитекторов СССР с 1953 года. Член правления Московского отделения Союза архитекторов, председатель комиссии по градостроительству Московской организации Союза архитекторов.
Умер 23 июля 1990 года. Похоронен на Кузьминском кладбище.

## Работы
В 1953—1954 годах выполнил декоративное оформление интерьера подземного зала станции метро «Киевская».
В 1960 году генплан Нижнекамска, руководителем работ по которому выступал Кутырев, был удостоен диплома I степени и Золотой медали ВДНХ СССР на Всесоюзном смотре-конкурсе проектов новых городов.
Возглавлял разработку проектов для города Тольятти. Кутырев — автор генплана, проекта детальной планировки первой очереди строительства, технического проекта и рабочих чертежей, также осуществлял авторский надзор за ходом строительства.
При его активном участии разрабатывались проекты застройки в городах Владивосток, Находка, Набережные Челны, Ярославль, Темиртау.

### Памятники
Евгений Кутырев как архитектор входил в авторские коллективы различных памятников:
- Памятник В. В. Вересаеву, Тула, 1958;
- М. В. Фрунзе, Москва, ул. Знаменка (1959);
- Нилу Филатову, Москва (1960).
- Монумент Дружбы, Уфа (1965).
- С. М. Кирову, Киров (1966)[5].
- Борцам революции 1905 года, Иваново (1975).
- Монумент славы воинам-костромичам, Кострома, (1976)[6]
- Памятник М. И. Калинину, Москва, проспект Калинина (1978, перемещён в парк Музеон в 1991 году, архитектурное оформление утрачено)[7];
- Георгию Димитрову, Димитровград, СССР (1982);
- Кузьме Минину на площади Минина и Пожарского в Нижнем Новгороде (1989);
- Мемориальная доска на доме, где жил и работал М. Шолохов, Москва, Сивцев Вражек, д. 33 (1985)[8].

Также он архитектор нескольких памятников В. И. Ленину в городах Душанбе (1960), Уфа (1967), Мерсебург (ГДР, 1971, с 1997 года установлен в Нидерландах), Суздаль (1978), Мончегорск (1981), Волжский (1984).

## Награды
- Орден Октябрьской революции;
- Орден Красной Звезды (25 июля 1945);
- Орден Отечественной войны II степени (6 апреля 1985);
- медаль «За боевые заслуги» (22 февраля 1944);
- медаль «За оборону Ленинграда» (1944);
- Государственная премия СССР за архитектуру новых жилых районов Тольятти (1973);
- Государственная премия СССР за монумент «Борцам революции» в Иваново (1978);
- Международная премия Искусств имени Генделя (ГДР)[2] за монумент Ленину в городе Мерзебург;
- Заслуженный архитектор РСФСР (1975)[2];
- Заслуженный деятель искусств Башкирской АССР[2].